# Религиозная литература
Религио́зная литерату́ра — обширный пласт текстов, отражающих духовно-религиозные представления человечества, охватывающий как канонические писания, так и богословские, литургические, агиографические и художественные произведения. Эти тексты служат выражением религиозного опыта, нормативной базы вероучений, основой для богослужений и индивидуальной духовной практики. Религиозная литература играет ключевую роль в формировании культурных, этических и философских систем различных цивилизаций.

## Содержание
1. Определение
2. История
3. Классификация и жанры
  1. Священные тексты
  2. Богословие
  3. Литургическая литература
  4. Молитвенные книги
  5. Агиография
  6. Религиозная поэзия и художественная проза
4. Роль и значение
5. Религиозная литература по традициям
  1. Христианство
  2. Ислам
  3. Иудаизм
  4. Буддизм
  5. Индуизм
  6. Другие традиции
6. Религиозная литература в современном мире
7. Изучение и интерпретация
8. См. также
9. Примечания
10. Литература
11. Ссылки

## Определение
Религиозная литература — это совокупность текстов, создаваемых в рамках определённой религиозной традиции, содержащих учения о Боге (или богах), космосе, человеке, нравственности и пути спасения. Такие произведения могут быть каноническими (признанными официальной традицией) или апокрифическими (отвергнутыми или спорными). Религиозная литература может передаваться как письменно, так и устно.

## История
История религиозной литературы начинается с самых ранних форм человеческой письменности. Уже в шумерской клинописи обнаружены гимны и молитвы, обращённые к богам. В Египте существовали Тексты пирамид и Книга мёртвых, содержавшие указания для потусторонней жизни. В Индии формировались ведические гимны, а в Китае – конфуцианские и даосские тексты.
Со временем религиозная литература становилась всё более сложной: появлялись философские трактаты, сборники проповедей, систематические догматические сочинения, поэзия, направленная на воспевание божественного.

## Классификация и жанры

### Священные тексты
Основу любой религиозной традиции составляют священные тексты, содержащие божественные откровения, мифы о сотворении мира, заповеди, притчи и наставления.
Примеры:
- Библия (христианство)
- Коран (ислам)
- Тора (иудаизм)
- Трипитака (буддизм)
- Веды (индуизм)
- Дао дэ цзин (даосизм)

### Богословие
Систематизация вероучения, объяснение догматов, полемика с ересями и другими религиями.
Известные примеры:
- Исповедь и Град Божий — Августин Блаженный
- Сумма теологии — Фома Аквинский
- Ихья улюм ад-дин — аль-Газали
- Комментарии Маймонида (Рамбам)

### Литургическая литература
Тексты, используемые в коллективных богослужениях:
- Христианские: миссалы, евхологии
- Исламские: хадисы, связанные с ритуалами
- Буддийские: сутры, применяемые в ритуале

### Молитвенные книги
Содержат индивидуальные и общие молитвы.
Примеры:
- Псалтирь, Молитвослов (христианство)
- Сидур (иудаизм)
- Сборники дуа (ислам)

### Агиография
Жизнеописания святых, мучеников, праведников.
Примеры:
- Жития святых Дмитрия Ростовского
- Золотая легенда Якова Ворагинского

### Религиозная поэзия и художественная проза
Примеры:
- Божественная комедия — Данте Алигьери
- Суфийская поэзия — Руми
- Бхагавад-гита — индуизм

## Роль и значение
Религиозная литература выполняет множество функций:
- Нормативная — формирует догматы и моральные нормы;
- Образовательная — передаёт вероучение;
- Эстетическая — вдохновляет художественно;
- Психологическая — утешает и наставляет;
- Идентификационная — укрепляет общинную и культурную идентичность.

## Религиозная литература по традициям

### Христианство
- Основной текст: Библия
- Отцы церкви, литургия, гимнография, агиография, апологетика

### Ислам
- Центральный текст: Коран
- Хадисы, тафсиры, суфийская поэзия

### Иудаизм
- Основные тексты: Танах, Мишна, Талмуд, Мидрашим, Зоар

### Буддизм
- Трипитака, сутры, комментарии, Дхаммапада

### Индуизм
- Веды, Упанишады, Махабхарата, Пураны, Бхагавад-гита

### Другие традиции
- Сикхизм: Гуру Грантх Сахиб
- Бахаи: Книга законов, послания Бахауллы
- Даосизм: Дао дэ цзин, Чжуан-цзы

## Религиозная литература в современном мире
Религиозные тексты доступны в электронном виде, публикуются в онлайн-библиотеках, адаптируются для детей и молодежи, активно переводятся. Возрастает интерес к межрелигиозному диалогу, новым подходам к интерпретации традиционных текстов.

## Изучение и интерпретация
Религиозная литература изучается в рамках:
- теологии
- религиоведения
- филологии
- философии
- культурологии

Методы: Герменевтика, текстология, компаративистика.